# 長尾町 (岡山県)
長尾町（ながおちょう）は、かつて岡山県浅口郡にあった町である。1953年（昭和28年）2月11日に玉島市に編入され廃止となった。現在は倉敷市玉島地域の長尾地区にあたる。ここでは、町制施行前の名称である長尾村（ながおそん）についても述べる。

## 歴史
中世は｢甕ノ海｣と｢吉備の中海｣の境目にある入江にあった当地区は、江戸時代初期に備中松山藩主であった水谷氏の新田開発により沖合が長尾新田と玉島新田となり、現在の地域がほぼ陸地となった。新田開発当初、この一帯は備中松山藩領であったが、水谷氏の改易により東の船穂村と共に江戸時代終焉まで丹波亀山藩領となった。
かつて、丘陵地の反対側には旧山陽道が通り、山陽道と瀬戸内海を結ぶ海岸沿いの村であったが、陸地化して以後は高梁川から玉島湊への｢高瀬通し｣と呼ばれた水路を経由する物資輸送の中継地として繁栄。その後、江戸時代末期には綿花と小麦にくわえ除虫菊の生産が盛んになり、足袋や線香と｢麦稈真田｣（麦わらを材料にして編んだ真田紐）の一大産地になった。
明治時代に山陽鉄道の開通により、物流の中心が船から鉄道へと移っていくことで当地区は玉島地域の交通の拠点へと変わってゆく。昭和時代の高度成長期の自動車普及に併せるように道路網が整備された後、新倉敷駅南口の区画整理が行われたことで急激に市街化が進んだ。そのため、平野部は農地の多くが宅地化されていったが、線香や足袋の生産は現在も行われている。

### 沿革
- 1642年（寛永19年） - 備中松山藩主・水谷勝隆が長尾・船穂の新田開発を始める。
- 1885年（明治18年）9月 長尾小学校の前身、允中小学校開校。
- 1889年（明治22年）6月1日 町村制が施行され、浅口郡長尾村・爪崎村が合併し同郡長尾村を新設。
- 1891年（明治24年）7月14日 山陽鉄道開通、玉島駅開業。
- 1925年（大正14年）11月1日 長尾村が町制施行して長尾町発足。
- 1953年（昭和28年）2月11日 長尾町が玉島市に編入合併する。
- 1967年（昭和42年）2月1日 玉島市・倉敷市・児島市が合併し、新たな倉敷市を新設。長尾と爪崎は同市玉島長尾と玉島爪崎になる。
- 1975年（昭和50年）3月10日 山陽新幹線岡山-博多間が開通、玉島駅は新倉敷駅に改称。
- 1988年（昭和63年）3月1日 山陽自動車道倉敷JCT-福山東IC間開通、玉島IC開設。
- 1994年（平成6年）3月17日 国道2号玉島バイパス全線開通。
- 1996年（平成8年）4月 作陽音楽大学・作陽短期大学が津山市から現在地に移転。翌年、「くらしき作陽大学・短期大学」に改称。
- 2005年（平成17年）7月2日 玉島爪崎のうち区画整理区域内が「新倉敷駅前1丁目 - 5丁目」に町名変更され、同年11月「新倉敷駅南土地区画整理事業」竣工[1]。